# Ácido selenoso
El ácido selenoso, también conocido como ácido selenioso, es un compuesto químico. Su fórmula química es H2SeO3. Es un ácido. Contiene iones de hidrógeno y selenio.

## Propiedades
El ácido selenoso es un ácido débil. Se puede calentar para producir dióxido de selenio. Es más estable que el ácido sulfuroso. Puede cristalizarse como un sólido blanco. Es un agente oxidante débil. Reacciona con bases para producir selenitos.

## Preparación
Se produce disolviendo el dióxido de selenio en agua.

## Usos
Se utiliza para teñir el acero de color azul-gris. Se utiliza en la fabricación de compuestos orgánicos.

## Seguridad
El ácido selenoso es muy tóxico. Sólo ingerir una pequeña cantidad puede matarte.